# Primera División (Chile) 1947
Die Primera División 1947, auch unter dem Namen 1947 Campeonato Nacional de Fútbol Profesional bekannt, war die 15. Saison der Primera División, der höchsten Spielklasse im Fußball in Chile.
Die Meisterschaft gewann das Team von CSD Colo-Colo. Es war der fünfte Meisterschaftstitel für den Klub, der Magallanes als Rekordmeister ablöste.

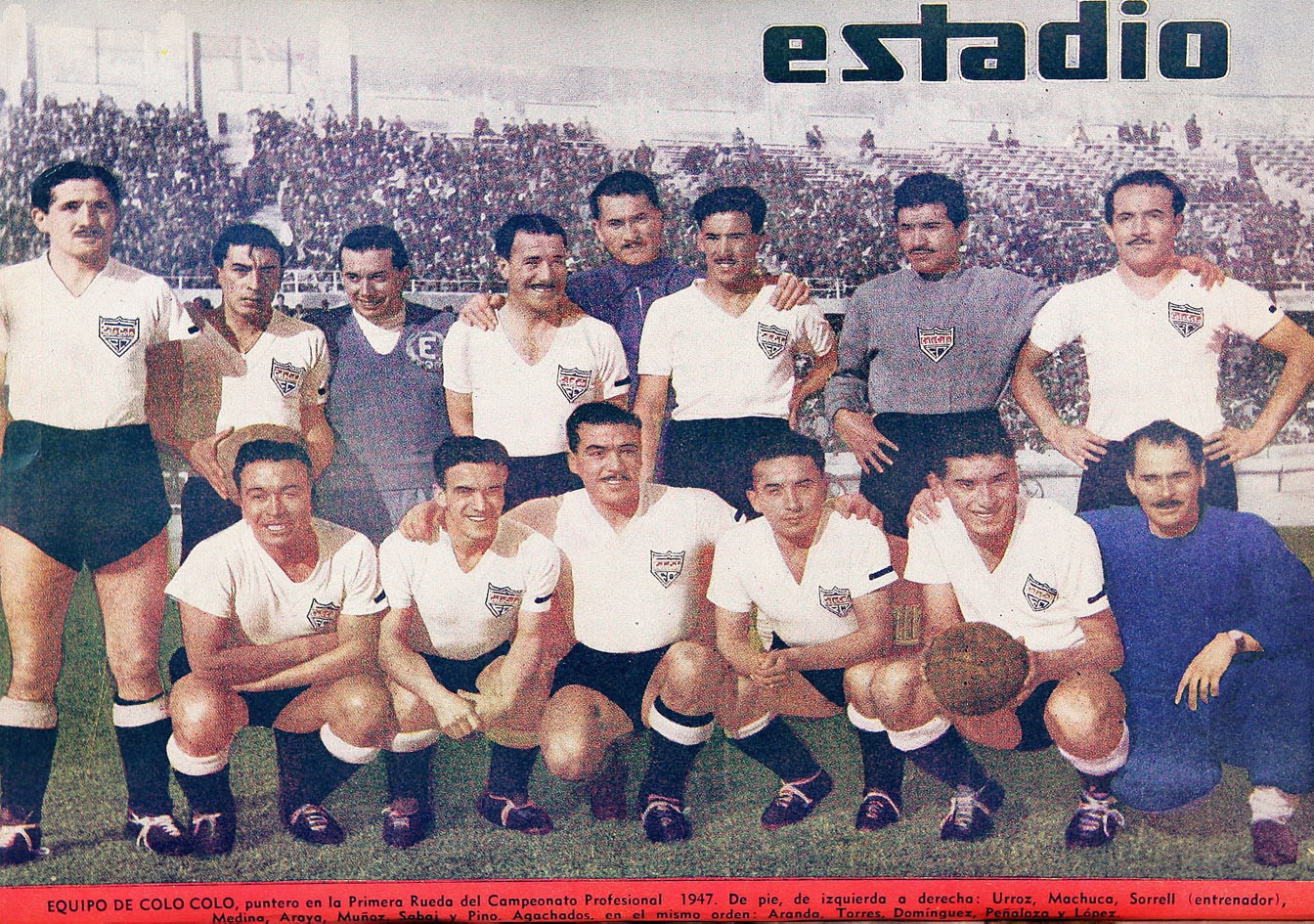
Das Meisterteam von Colo-Colo 1947

## Modus
Die dreizehn Teams spielen jeder gegen jeden mit Hin- und Rückspiel. Sieger ist die Mannschaft mit den meisten Punkten. Bei Punktgleichheit entscheidet das Torverhältnis. Sind die beiden besten Teams punktgleich, so gibt es ein Entscheidungsspiel.

## Teilnehmer
Teilnehmer waren die dreizehn Teams der Vorsaison. Zehn Teams kommen aus der Hauptstadt Santiago, dazu spielen die Santiago Wanderers aus Valparaíso, Everton aus Viña del Mar und Deportes Iberia aus Conchalí in der Liga.

## Tabelle
| Pl.                       | Verein               | Sp. | S  | U | N  | Tore    | Diff. | Punkte |
| ------------------------- | -------------------- | --- | -- | - | -- | ------- | ----- | ------ |
| 1.                        | CSD Colo-Colo        | 24  | 16 | 6 | 2  | 048:210 | +27   | 38     |
| 2.                        | Audax Italiano (M)   | 24  | 14 | 3 | 7  | 056:380 | +18   | 31     |
| 3.                        | Universidad de Chile | 24  | 11 | 5 | 8  | 044:340 | +10   | 27     |
| 4.                        | Unión Española       | 24  | 11 | 5 | 8  | 055:430 | +12   | 27     |
| 5.                        | Universidad Católica | 24  | 9  | 8 | 7  | 047:390 | +8    | 26     |
| 6.                        | Santiago Wanderers   | 24  | 10 | 5 | 9  | 046:450 | +1    | 25     |
| 7.                        | Badminton FC         | 24  | 9  | 6 | 9  | 048:420 | +6    | 24     |
| 8.                        | CD Magallanes        | 24  | 8  | 7 | 9  | 049:500 | −1    | 23     |
| 9.                        | CD Green Cross       | 24  | 10 | 3 | 11 | 045:510 | −6    | 23     |
| 10.                       | Santiago National    | 24  | 8  | 3 | 13 | 049:640 | −15   | 19     |
| 11.                       | Santiago Morning     | 24  | 7  | 3 | 14 | 039:490 | −10   | 17     |
| 12.                       | Deportes Iberia      | 24  | 7  | 2 | 15 | 029:470 | −18   | 16     |
| 13.                       | Everton              | 24  | 7  | 2 | 15 | 035:670 | −32   | 16     |
| Quelle: , Stand: Endstand |                      |     |    |   |    |         |       |        |

## Beste Torschützen
| Rang | Spieler         | Klub              | Tore |
| ---- | --------------- | ----------------- | ---- |
| 1    | Apolonides Vera | Santiago National | 17   |